# Galerella plicatelloides
Galerella plicatelloides är en svampart som beskrevs av Sarwal & Locq. 1983. Galerella plicatelloides ingår i släktet Galerella och familjen Bolbitiaceae.   Inga underarter finns listade i Catalogue of Life.